# 支払い能力
支払い能力とは、金融やビジネスにおける、個人または事業体の流動資産が、その個人または事業体の流動負債を上回る度合いのことである。また支払能力は、企業が長期的な固定費用を満たし、長期的な拡大や成長を達成する能力とも言える。この式では、ソルベンシーは、現金及び現金同等物と短期投資を加算し、支払手形を減算することによって計算される。特にブロックチェーン分野では、負債と資産の両方の証明のための暗号化スキームが存在する。
立法者は信用機関や保険会社に対して特別な支払能力規制を設けている。

## 銀行の支払い能力
信用機関の支払能力は、そのリスク負担能力に依存する。金融用語では、想定されるバンキング・リスクに対する適切な資本の裏付けを指す。典型的なソルベンシー・リスクは、例えば、信用ポートフォリオが急速に悪化した場合に発生する。情報を持たない投資家は、情報を持つ投資家の行動を観察することで、信用機関のソルベンシーに対する期待を形成する。十分な情報を得られる情報通の投資家は、銀行に関する悪いニュースを受け取るとすぐに預貯金を引き出す。情報を持たない預金者がこれを観察すれば、何も知らされていない預金者がこれを観察すると、銀行カウンターの前に行列ができているのを、破産が差し迫った合図であると解釈し、取り付け騒ぎが起こるだろう。したがって、1959年に確立された最大負担理論では、既存の自己資本が潜在的な清算損失をカバーするのに十分でなければならないとされている。「特定の資産が早期に譲渡された場合に受け入れなければならない損失の合計は、決して自己資本を超えてはならない」。
適切な支払能力を確保するため、銀行監督当局は、必要資本を決定する際には、資産およびオフバランスシートの項目のリスク相応の加重を考慮すべきであると考えている。単一の債務者（粒度）または関連する顧客グループ（クラスター・リスク）に対する過剰な貸出の集中は、金融機関の支払能力に悪影響を及ぼすと考えられている。

### EUヨーロッパ連合の場合
自己資本比率規制（CRR）第93条（1）によると、金融機関の自己資金は、ソルベンシーを確保するため、認可時に当初資本として要求される額を下回ってはならない。ストレステストの場合、CRR第290条（7）は、ストレス条件下で支払能力を分析する場合、基礎となるリスク要因についてシミュレートされるショックは、極端な過去の市場環境および極端ではあるがもっともらしいストレス下の市場環境を捕捉するのに十分厳しいものでなければならないと規定している。

## 保険会社の支払い能力
保険の支払い能力については